# 囊日倫贊
囊日論贊（藏語：གནམ་རི་སྲོང་བཙན།，威利转写：gnam-ri sron-rtsan；570年—629年），又译为南日松赞、朗日论赞等，《新唐书》作论赞索。按照藏族的传统他是吐蕃王朝第32任赞普。他是达日宁色之子，母为冬尊卓嘎（སྟོང་བཙུན་འབྲོ་དཀར）。
原名为论赞弄囊。即位后，他与娘·曾古（མྱང་ཙེ་སྐུ，统治今墨竹工卡县东北）、韋·義策（དབའས་དབྱི་ཚབ་དང，统治今墨竹工卡县西北）、韋·梅囊（དབའས་མྱེས་སྣང）、韋·布策（དབའས་པུ་ཚབ）、農·准保（མནོན་འབྲོན་པོ，统治今墨竹工卡县北）、蔡邦·納森（ཚེས་པོང་ནག་སེང，统治今乃东县北）等六位领主盟誓，这些领主宣誓效忠于他。岩波地方领主韋·義策等人认为他“政绩比天还高、盔（权势）如山一般坚固”，为他上尊号“囊日论赞”，意思是“天山贊普”。随后，他亲率一万精兵攻击蘇毗（即《隋书》的女国）并取得大胜。任内征服森波、藏蕃、尼雅尼达布等小邦，为吐蕃帝国的建立打下了基础。在位期间，他从汉地引入医术和曆算，并开始从北方采运食盐。
囊日論贊重用被征服小邦的领主，这引起了原来的吐蕃贵族（父王六臣与母后三臣）的强烈不满，他们阴谋叛乱。大贡论吞弥·中子甲赞努（མཐོན་མྱི་འབྲིང་པོ་རྒྱལ་བཙན་ནུས་）图谋不轨，被噶尔·芒香松囊与麴·赤聂古松（ཁུ་ཁྲི་སྙ་དགྲུའ་ཟུང་）发现，二人设下计谋诱擒并诛杀了中子甲赞努。囊日論贊雖然躲過一劫，但後來他還是被叛臣置毒暗害而死。葬于顿卡达山（དོན་མཁར་མདའ）的贡日索嘎（གུང་རི་སོགས་ཀ），该墓赤聂松赞墓的右侧，封土堆成四方形状，广陈供物。
囊日論贊死後，吐蕃旋即陷入大亂，被征服的小邦紛紛叛離。其子松赞干布继位后，才逐步平定了叛乱。